# Helsinge Kommune
| Strukturdaten       | Strukturdaten    |
| ------------------- | ---------------- |
| Sitz der Verwaltung | Helsinge         |
| Fläche              | 145,81 km²       |
| Einwohner           | 19.517 (2006)    |
| Kommune seit 2007   | Gribskov Kommune |

Helsinge Kommune war bis Dezember 2006 eine dänische Kommune im damaligen Frederiksborg Amt im Norden der Insel Seeland. Im Januar 2007 wurde sie mit der Gemeinde Græsted-Gilleleje zur Gribskov Kommune zusammengeschlossen.
Helsinge Kommune entstand im Zuge der Verwaltungsreform von 1970 aus den Gemeinden Helsinge-Valby, Ramløse-Annisse, Vejby-Tibirke und dem Kirchspiel Mårum der Gemeinde Græsted-Mårum.